# 硝酸钾
硝酸鉀（potassium nitrate）是钾的硝酸盐，為一離子化合物，KNO3的相对分子质量為101.1，成分比例鉀佔38.67%，氮佔13.86%，氧佔47.47%，外觀为透明無色或白色粉末，無味。天然产的硝酸钾又称钾硝石、硝石（saltpeter）、火硝、土硝。
潮解性較硝酸鈉為低。溶於水，溶解时吸热。微溶於乙醇。

## 用途
硝酸钾主要用于焰火、黑色火药、火柴、导火索、烛芯、烟草、彩电显像管、药物、化学试剂、催化剂、陶瓷釉彩、玻璃、复合肥料、及花卉、蔬菜、果树等经济作物的叶面喷施肥料等。對敏感牙齒有舒緩作用，所以有很多牙膏也有硝酸钾。由于硝酸钾在水中的溶解度随水温变化较大，一定浓度的硝酸钾溶液在周围环境温度降低时很容易析出硝酸钾结晶，因此硝酸鉀也是天氣瓶內的一種鹽類。
在医学上，硝酸钾用于治疗肾结石，目前发现人类泌尿结石有26种成分，其中没有硝酸钾，因为硝酸钾非常活泼，不易形成结石，反而能够与其它结石中的钙结合并且排出体外。是治疗含钙结石的主要药物，为了防止硝酸钾在大肠杆菌作用下形成有致癌性的亚硝酸盐，一般都与硫酸铝钾一起服用。

## 可燃性危险特性
高热放出氧气；遇有机物、还原剂、木炭、硫、磷等易燃物可燃；燃烧产生有毒氮氧化物烟雾。操作时应佩戴氯丁橡胶手套。

## 製備
硝酸鉀可以通過結合硝酸銨和氫氧化鉀來製備。
NH4NO3(aq)+KOH(aq)→NH3(aq)+KNO3(aq)+H2O(l)
另一種方法是將硝酸銨和氯化鉀混合進行製備。
NH4NO3(aq)+KCl(aq)→NH4Cl(aq)+ KNO3(aq)
硝酸鉀也可以用氫氧化鉀中和硝酸來生產。此反應會釋放大量的熱。
KOH(aq)+ HNO3(aq)→KNO3(aq)+ H2O(l)
工業上，硝酸鉀的製備主要是讓硝酸鈉和氯化鉀進行雙取代反應生產的。
NaNO3(aq) +KCl(aq)→KNO3(aq) +NaCl(aq)

## 化学性质
- 可参与氧化还原反应

S + 2KNO3+ 3C → K2S + N2↑ + 3CO2↑
此為黑色火药爆炸反應。
- 酸性环境下具有氧化性

6FeSO4+ 2KNO3+ 4H2SO4 → K2SO4+ 3Fe2(SO4)3+ 2NO↑ + 4H2O 　　
- 加热分解生成氧气

2KNO3 → 2KNO2+O2↑
- 与浓硫酸反应生成硝酸

H2SO4+KNO3 → HNO3+KHSO4
- 与有机化合物或硫、磷等摩擦或撞击会燃烧或爆炸